# جنوب الجزر الألف
شمال الجزر الألف هي إحدى مجموعة الجزر الجنوبية لمقاطعة بولاو سيريبو أو الجزر الألف والتي تتبع منطقة جاكرتا ، عاصمة إندونيسيا .

## التقسيمات الإدارية
تقسم الجزر إلى ثلاث مناطق ثانوية :
1. جزيرة باري (جزيرة السمكة اللادغة)
2. جزيرة تيدونغ
3. أونتونغ جاوة